# Ⱈ
Cette page contient des caractères spéciaux ou non latins. S’ils s’affichent mal (▯, ?, etc.), consultez la page d’aide Unicode.
Kher (Хер en cyrillique ; capitale Ⱈ, minuscule ⱈ) est la 24e lettre de l'alphabet glagolitique.

## Linguistique
La lettre sert à noter le phonème /x/.

## Historique
L'origine de la lettre n'est pas connue.

## Représentation informatique
- Unicode :
  - Capitale Ⱈ : U+2C18
  - Minuscule ⱈ : U+2C48